# Chrysler Big block

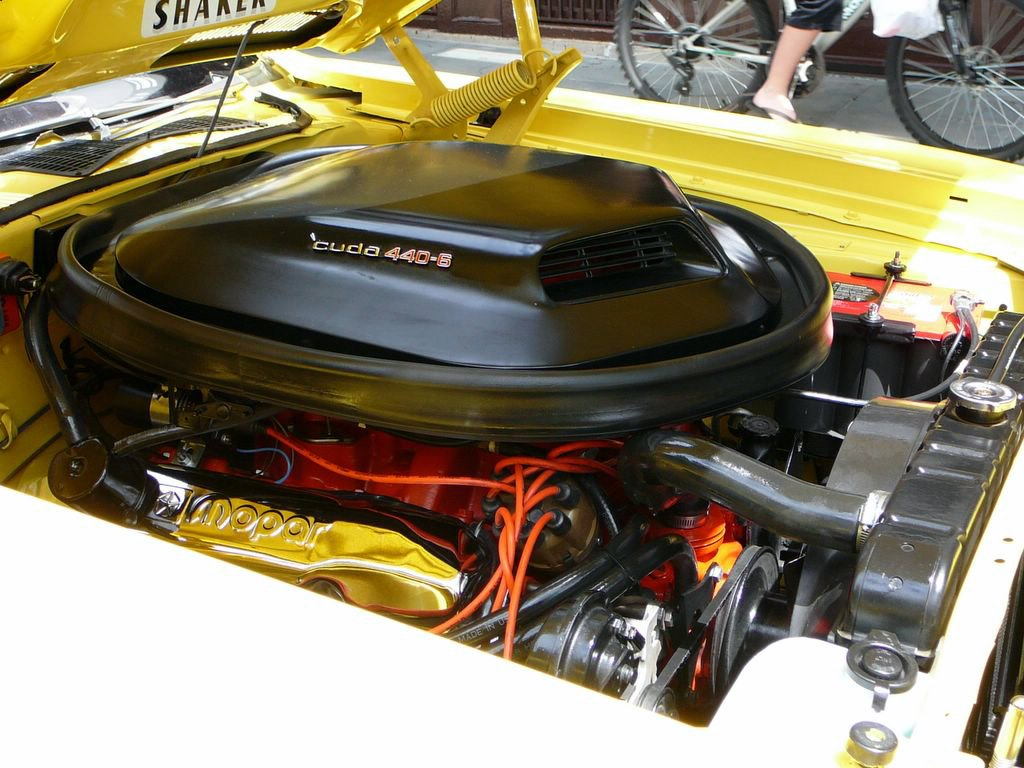
440-motor i en Plymouth 'Cuda från 1971.

Chrysler Big block är ett samlingsnamn på stora V8-motorer tillverkade av Chryslerkoncernen. Samtliga motorer är bensindrivna tvåventils stötstångsmotorer med centralt placerad kamaxel. Dessa motorer tillverkades i två serier – B-serien och RB-serien – mellan 1958 och 1978.

## B-serien
Alla B-motorer har en slaglängd på 3 3/8 tum (86 mm). B-serien tillverkades med slagvolymer på 350, 361, 383 och 400 kubiktum.

### 350
Denna motor har en borrning på 4 1/16 tum (103 mm). Den tillverkades endast under modellåret 1958. 350-motorn monterades i följande bilar:
- Chrysler Windsor, Saratoga 1957-58. Hade 354 Spitfire.
- Dodge Custom Royal
- Plymouth Fury, Tillval på alla.
- Desoto Firesweep

### 361
Denna motor har en borrning på 4 1/8 tum (105 mm). Motorn tillverkades - dock endast under 1958 - i en variant med bränsleinsprutning. 361-motorn monterades i följande bilar:
- Chrysler Newport
- Dodge Charger
- Dodge Coronet
- Dodge D-500
- Plymouth Belvedere

### 383 B
Denna motor har en borrning på 4,25 tum. Den lanserades 1959 inför årsmodell 1960. 383-motorn kom att tillverkas fram till 1971, och monterades bland annat i följande bilar:
- Chrysler Newport
- Chrysler 300
- Dodge Challenger
- Dodge Charger
- Plymouth Road Runner
- Plymouth Satellite
- Jensen Interceptor
- Jensen FF
- Plymouth Fury

### 400
Denna motor har en borrning på 4,34 tum. Den ersatte 383 B-motorn inför årsmodell 1972 och monterades bland annat i följande bilar:
- Dodge Charger
- Plymouth Road Runner
- Chrysler Cordoba

## RB-serien
RB-motorerna har större slaglängd än B-motorerna; 3,75 tum. RB-serien tillverkades med slagvolymer på 383, 413, 426 och 440 kubiktum.

### 383 RB
Denna motor har en borrning på 4,031 tum. Den tillverkades från 1958 till 1960.

### 413
Denna motor har en borrning på 4 3/16 tum (106 mm). Den monterades från 1959 till 1965 i personbilar, och fram till 1973 i lastbilar.

### 426
Denna motor har en borrning på 4 1/4 tum (108 mm). Den tillverkades mellan 1963 och 1966. Bland annat tillverkades högprestandautföranden för tävlingsbruk. Motorn såldes under namnet Max Wedge (wedge=eng. kil), vilket syftade på det kilformiga förbränningsrummet. Chrysler tillverkade även en annan motor med samma slagvolym, 426 Hemi. Dessa två konstruktioner är ej närbesläktade.

### 440

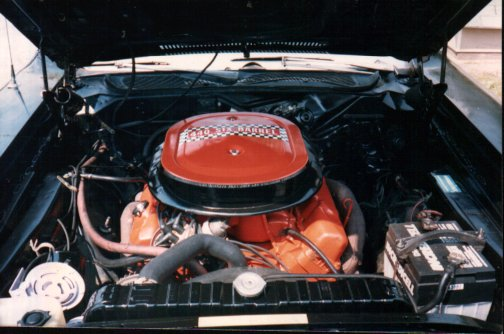
440 Six-Pack.

440 är en V8-motor som tillverkades mellan 1966 och 1978. Den var på den tiden Chryslerkoncernens till slagvolymen (440 kubiktum eller 7,2 l) största personbilsmotor. Denna motor har en borrning på 4,32 tum. Den fanns i tre utföranden med en fyrportsförgasare på 350 hk och med en vassare kam som heter TNT på 375 hk. I en annan, effektstarkare version med tre tvåportsförgasare, kallad 440 Six-Pack, utvecklade den 390 hästkrafter. 440-motorn monterades bland annat i följande bilar:
- Chrysler New Yorker
- Dodge Challenger
- Dodge Charger
- Dodge Coronet
- Dodge Super Bee
- Plymouth Barracuda
- Plymouth Fury
- Plymouth Gran Fury
- Plymouth Roadrunner
- Jensen Interceptor
- Chrysler 300
- Imperial Crown